# Lesnoi (Adiguèsia)
|  | Per a altres significats, vegeu «Lesnoi». |

Lesnoi - Лесной (rus) és un possiólok de la República d'Adiguèsia, a Rússia. Es troba a 1,5 km de la vora nord-oriental de l'embassament de Krasnodar, a 6 km al nord-est de Krasnogvardéiskoie i a 73 km al nord-oest de Maikop, la capital de la república. El 2017 la vila estava deshabitada.
Pertany al municipi de Khatukai.